# Union Clodiense Chioggia Football Club
L'Union Clodiense Chioggia Football Club S.r.l., conosciuta anche come Union Chioggia Sottomarina o Union C.S., finanche Clodiense o Chioggia, è una società calcistica italiana con sede nella città di Chioggia, nella città metropolitana di Venezia. Milita in Serie D, la quarta divisione del campionato italiano di calcio.
Costituita nel 2011 come A.S.D. Clodiense, porta avanti de facto la tradizione sportiva iniziata nel 1971 con la fondazione del F.B.C. Union ClodiaSottomarina, che nei primissimi anni d'attività giocò alcune stagioni in Serie C, per poi trascorrere il resto della propria esistenza (terminata dopo esattamente quarant'anni) nel dilettantismo. Nel 2019, la fusione con il Sottomarina Lido ha dato continuità alla storia sociale, ricompattando la tifoseria attorno al club.

## Storia

### Il calcio a Chioggia prima del 1971
La società nasce nel 1971 dalla fusione delle due squadre cittadine di Chioggia: i biancazzurri del Clodia dei fratelli Bruno e Dino Sartore, e i neroverdi del Sottomarina, dell'omonima frazione.
L'U.S. Clodia era nata nel 1920 disputando nel secondo dopoguerra, tra gli altri, un campionato di Serie C, tre campionati di IV Serie e tre di Serie D; tra le sue file giocarono anche Aldo e Dino Ballarin, componenti del Grande Torino che perirono tragicamente nel disastro di Superga. Ben più recente la storia dell'U.S. Sottomarina, che si costituì nel 1959 ma che conobbe una rapida ascesa alla fine degli anni 1960, conquistando prima la promozione alla Serie D e l'anno seguente quella in Serie C. Saranno poi tre i campionati di Serie C disputati, l'ultimo dei quali si concluse con la retrocessione.

### L'Union C.S. (1971-2011)
In quel 1971, con entrambe le squadre in Serie D, si decise di operare la fusione dando vita al F.B.C. Union ClodiaSottomarina. La nuova società adottò i colori granata in memoria del Grande Torino e dei fratelli chioggiotti Ballarin, che ne fecero parte. Artefice di questa ripartenza dai dilettanti fu Teofilo Sanson, appassionato di calcio e imprenditore nel campo del gelato, che con l'aiuto di Franco Dal Cin riuscì a riportare la Serie C a Chioggia. Successivamente Sanson si trasferì a Udine e, senza di lui, il declino granata fu rapido. Con una doppia retrocessione nei campionati 1976-77 e 1977-78 i granata si ritrovarono nelle categorie regionali.

Il Clodia Sottomarina della stagione 1974-1975, durante gli anni della militanza in Serie C.

Solo sotto la presidenza di Franco De Paolis riuscirono a risollevarsi, tornando nel 1985 a disputare il Campionato Interregionale. Nel 1989 la società cambia il suo nome in S.S.C. Chioggia Sottomarina; gli anni 1990 vedono i granata tornare nelle categorie inferiori sino a scendere in Prima Categoria. La risalita inizia nel 1995, con la nuova denominazione A.C. Chioggia Sottomarina, quando nell'arco di quattro annate i granata vincono tre campionati. Da ricordare la stagione 1996-97 nella quale, oltre a vincere il torneo di Promozione, i granata riescono a primeggiare anche nella fase regionale della Coppa Italia Dilettanti, 2-1 alla Bassano Virtus in uno Stadio Appiani stracolmo di 4500 spettatori, venendo poi eliminati nei quarti di finale dal Gubbio (1-0, 2-4). Una risalita merito del presidente Gianni Pagan e che vede i granata tornare stabilmente in Serie D.
Dopo alcuni campionati di metà classifica, nel 2006-2007 conquista un terzo posto che vale l'accesso ai play-off, dove viene eliminato dal Carpi (1-2). Nell'annata seguente migliora il suo risultato conquistando il secondo posto e arrivando anche alla finale della fase a gironi, dopo aver eliminato il Città di Jesolo; la finale non gli è favorevole, dato che viene sconfitto in casa dalla Sambonifacese per 1 a 0. Il secondo posto permette però ai granata di poter giocare il primo turno della Coppa Italia 2008-2009: in apertura di stagione i granata affrontano il Cesena venendo però sconfitti dai romagnoli per 3 a 1. L'annata vede un Chioggia Sottomarina per la terza stagione consecutiva qualificato ai play-off; vince la fase a gironi eliminando in trasferta prima l'Eurotezze e poi l'Union Quinto, ma nella fase nazionale viene eliminato nel triangolare che lo vede opposto a Viterbese e Renate. I risultati conseguiti gli valgono una nuova partecipazione, nella stagione successiva, alla Coppa Italia.
La stagione 2009-10 si apre ancora con una trasferta nella Coppa Italia nazionale, avversario dei granata è la Cremonese che passa il turno vincendo 2-0. I play-off vedono il Chioggia Sottomarina vincere nel primo turno in casa del Fossombrone (1-0) ma sconfitto ancora dal Carpi, 3-1 nella finale di girone. Dopo tante annate chiuse ai play-off, il campionato 2010-2011 vede il Chioggia Sottomarina in grande difficoltà societaria con un piazzamento finale a metà classifica. La crisi nell'estate 2011 non trova sbocchi e il Chioggia Sottomarina non riesce a iscriversi alla Serie D.

### Gli anni della "Clodiense" (2011-2019)
Nell'estate del 2011 il Sottomarina Lido, club appena promosso in Eccellenza veneta (fondato nel 2006), opera una fusione con il Chioggia Sottomarina non iscritto in Serie D, ponendo alla società il nome Associazione Sportiva Dilettantistica Clodiense, non accettato dalla tifoseria organizzata della vecchia Union C.S. perché non legato alla tradizione granata. Dopo un incontro chiarificatore del nuovo presidente Ivano Boscolo Bielo con il gruppo ultras granata nel novembre 2014, non è stato raggiunto un accordo fra le parti, che sono rimaste ferme sulle rispettive posizioni. Quindi, sebbene la nuova Clodiense, promossa nel 2012 in Serie D, abbia in comune con il vecchio Chioggia Sottomarina i colori sociali e la rappresentanza territoriale, non avendone mantenuto ufficialmente la tradizione storica non è stata più seguita dal movimento ultras della cittadina veneta.

### La rinascita della Union (dal 2019)
Dopo otto anni passati dalla Clodiense in Eccellenza e in Serie D con uno sparuto pubblico al seguito, il 1º giugno 2019, al termine di un dialogo promosso dall'assessorato allo sport del comune di Chioggia, sempre fra ultras granata e società, lo stesso club modifica il proprio logo, rendendolo più simile a quello di tradizione unionista, e la propria denominazione in Union Clodiense Chioggia S.S.D.. La città e il tifo organizzato tornano quindi a seguire in massa la squadra.
Nella stagione 2023-2024, la squadra vince il girone C della Serie D, ottenendo così la promozione diretta in Serie C e tornando a giocare in terza serie dopo 47 anni d'assenza. La stagione del ritorno in Serie C si rivela durissima per la Clodiense, relegata nelle ultime posizioni di classifica sin dall’inizio del campionato e mai realmente in lotta per la salvezza. La retrocessione matematica arriva con due giornate d'anticipo con la sconfitta interna contro l'Atalanta U23 che sancisce il ritorno in Serie D dopo una sola stagione in terza serie.

## Colori e simboli
L'Union Clodiense scende in campo indossando una maglia granata. Come simbolo, la società ha un leone rampante di fronte ad un cavalluccio marino. Il simbolo tradizionale è un leone rampante rosso in campo grigio.

## Stadio
Il campo di gioco del club è lo stadio Aldo e Dino Ballarin di Chioggia, capace di ospitare fino a 3.622 spettatori. Nel 2024 è stato interessato da un intervento di risanamento al fine di riadattarlo agli standard della Serie C (per la Serie D era infatti stato omologato per soli 920 posti), obbligando l'Union a giocare le proprie gare interne per la prima parte della stagione 2024-2025 allo stadio di Legnago.

## Palmarès

### Competizioni nazionali
- Serie D: 2

1972-1973 (girone C), 2023-2024 (girone C)

### Competizioni regionali
- Eccellenza: 1

1998-1999 (girone A)
- Promozione: 2

1984-1985 (girone A), 1996-1997 (girone C)
- Prima Categoria: 1

1995-1996 (girone D)
- Coppa Italia Dilettanti Veneto: 1

1996-1997

## Statistiche e record

### Partecipazione ai campionati
Campionati nazionali
| Livello | Categoria                 | Partecipazioni | Debutto   | Ultima stagione | Totale |
| ------- | ------------------------- | -------------- | --------- | --------------- | ------ |
| 3º      | Serie C                   | 5              | 1973-1974 | 2024-2025       | 5      |
| 4º      | Serie D                   | 13             | 1971-1972 | 2025-2026       | 13     |
| 5º      | Campionato Interregionale | 5              | 1985-1986 | 1989-1990       | 19     |
| 5º      | Serie D                   | 14             | 1999-2000 | 2013-2014       | 19     |

La Clodiense ha partecipato a un totale di 30 campionati a livello nazionale, di cui 5 a carattere professionistico in Serie C.
Campionati regionali
| Livello | Categoria       | Partecipazioni | Debutto   | Ultima stagione | Totale |
| ------- | --------------- | -------------- | --------- | --------------- | ------ |
| 1º      | Promozione      | 8              | 1978-1979 | 1990-1991       | 12     |
| 1º      | Eccellenza      | 4              | 1991-1992 | 1998-1999       | 12     |
| 2º      | Promozione      | 2              | 1993-1994 | 1996-1997       | 2      |
| 3º      | Prima Categoria | 2              | 1994-1995 | 1995-1996       | 2      |

La Clodiense ha partecipato a un totale di 16 campionati a livello regionale.

### Partecipazione alle coppe
| Competizione                    | Partecipazioni | Debutto   | Ultima stagione | Totale |
| ------------------------------- | -------------- | --------- | --------------- | ------ |
| Coppa Italia                    | 2              | 2008-2009 | 2009-2010       | 2      |
| Coppa Italia Serie C            | 1              | 2024-2025 | 2024-2025       | 1      |
| Coppa Italia Semiprofessionisti | 4              | 1973-1974 | 1976-1977       | 4      |
| Scudetto Serie D                | 1              | 2023-2024 | 2023-2024       | 1      |
| Coppa Italia Serie D            | 17             | 1999-2000 | 2025-2026       | 17     |
| Coppa Italia Dilettanti         | 1              | 1996-1997 | 1996-1997       | 1      |

## Organico

### Rosa 2024-2025
Aggiornata al 2 febbraio 2025.
| N. |                     | Ruolo | Calciatore                  |
| -- | ------------------- | ----- | --------------------------- |
| 1  | Italia (bandiera)   | P     | Manuel Gasparini            |
| 3  | Italia (bandiera)   | D     | Andrea Pozzi                |
| 4  | Italia (bandiera)   | D     | Andrea Munaretto (capitano) |
| 5  | Italia (bandiera)   | D     | Matteo Salvi                |
| 6  | Italia (bandiera)   | C     | Jacopo Nelli                |
| 7  | Italia (bandiera)   | A     | Mattia Morello              |
| 7  | Bulgaria (bandiera) | C     | Dimitar Kostadinov          |
| 8  | Italia (bandiera)   | C     | Filippo Serena              |
| 9  | Italia (bandiera)   | A     | Francesco Verde             |
| 10 | Italia (bandiera)   | C     | Matteo Gasperi              |
| 10 | Italia (bandiera)   | C     | Marco Firenze               |
| 11 | Italia (bandiera)   | C     | Matteo Manfredonia          |
| 13 | Italia (bandiera)   | D     | Lukas Sinn                  |
| 14 | Italia (bandiera)   | C     | Kevin Biondi                |
| 17 | Italia (bandiera)   | A     | Alessandro Orfei            |
| 18 | Kosovo (bandiera)   | A     | Ismet Sinani                |

| N. |                     | Ruolo | Calciatore          |
| -- | ------------------- | ----- | ------------------- |
| 19 | Italia (bandiera)   | A     | Thomas Scapin       |
| 21 | Italia (bandiera)   | D     | Andrea Bonetto      |
| 21 | Slovenia (bandiera) | A     | Aljaz Tavcar        |
| 22 | Italia (bandiera)   | P     | Thomas Agosti       |
| 24 | Italia (bandiera)   | A     | Riccardo Martignago |
| 25 | Italia (bandiera)   | P     | Luca Maniero        |
| 27 | Italia (bandiera)   | D     | Simone Barsi        |
| 32 | Italia (bandiera)   | D     | Alberto Lattanzio   |
| 41 | Slovenia (bandiera) | P     | Rok Brzan           |
| 44 | Italia (bandiera)   | C     | Stefano Cester      |
| 46 | Croazia (bandiera)  | D     | Roko Vukušić        |
| 70 | Zambia (bandiera)   | C     | Mannah Chiwisa      |
| 77 | Italia (bandiera)   | P     | Michele Pezzolato   |
| 90 | Italia (bandiera)   | A     | Christian Mora      |
| 91 | Italia (bandiera)   | A     | Gianmarco Zigoni    |
| 99 | Italia (bandiera)   | D     | Iacopo Regonesi     |